# Марінер-5

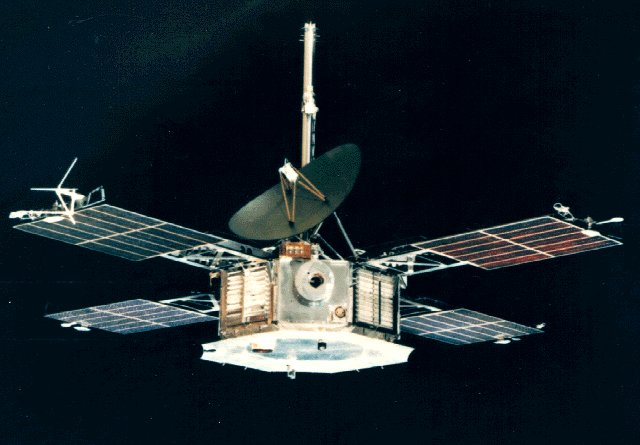
АМС "Марінер-5"

Марінер-5 (англ. Mariner 5) — космічний апарат американської програми «Марінер», запуск якої здійснили 14 червня 1967. Космічний апарат провів дослідження атмосфери Венери.

## Мета дослідження
Метою було дослідження міжпланетних магнітних полів, заряджених частинок, плазми, радіорефракції та УФ викидів в атмосферу планети.

## Технічні характеристики
Марінер-5 був побудований як резервний апарат для Марінер-4, але після його успіху модифікований для експедиції «Венера». З нього було знято телекамери, змінені характеристики чотирьох сонячних панелей, і додано додаткову теплоізоляцію.

## Склад наукового обладнання
- Двочастотний приймач маяка
- Покриття S-групи
- Магнітометр гелія
- Міжпланетний зонд
- Інша астрономічна механіка

## Перебіг космічної експедиції

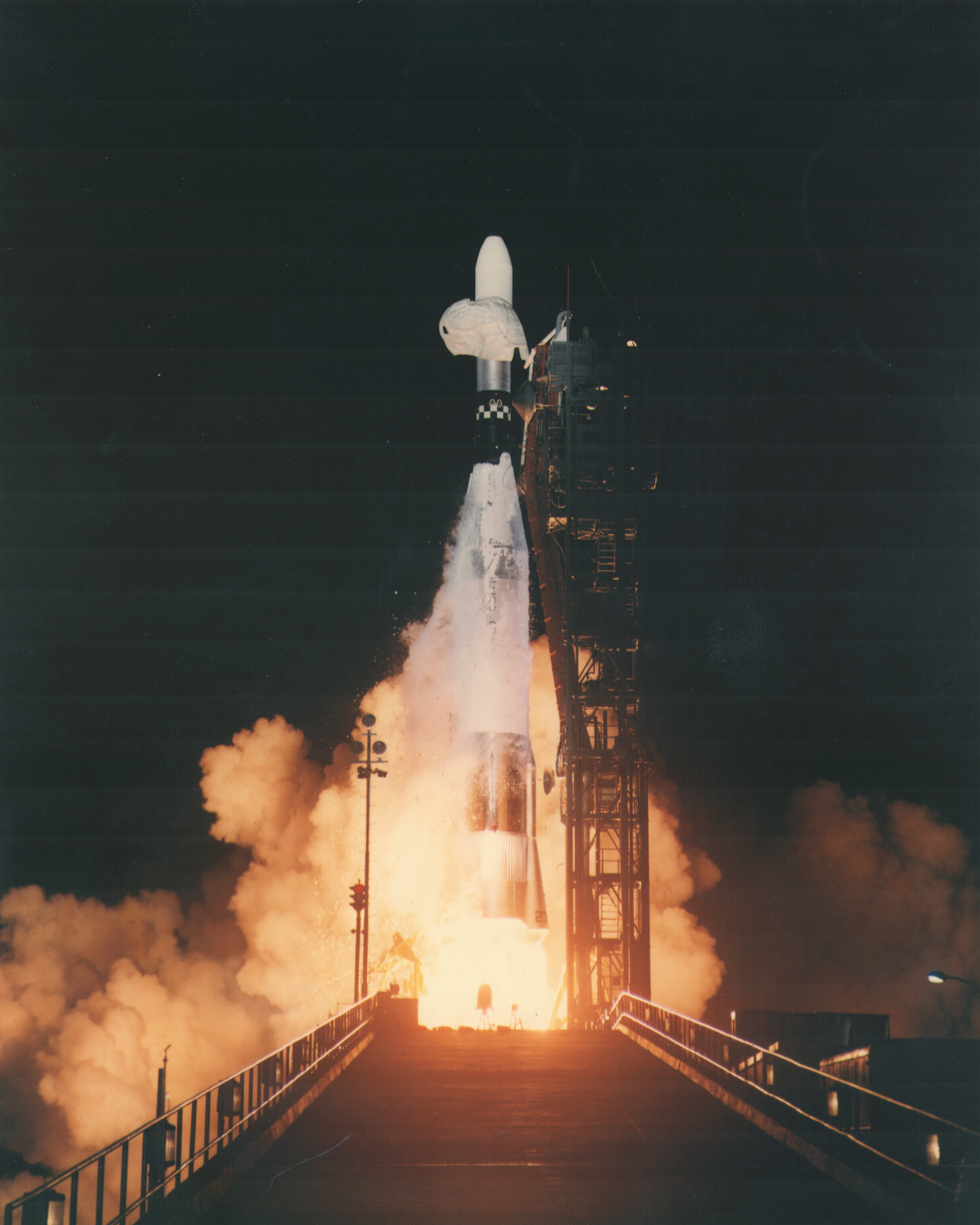
Старт Марінер-5

Апарат був запущений у бік планети Венера 14 червня 1967 року з мису Канаверал, з дванадцятого стартового комплексу і пролетів планету 19 жовтня 1967 року на висоті 3990 кілометрів. З чутливішими приладами, ніж його попередник Марінер-2, Марінер-5 вдало виконав свою місію дослідивши Венеру.
За допомогою апарата Марінер-5 було визначено, що Венера має дуже гарячу поверхню, а її атмосфера ще щільніша, ніж очікувалося. Експедиція «Марінер-5» закінчилася в листопаді 1967 року і з того часу зв'язок з апаратом був втрачений. Згодом корабель був залишений на тому ж ідеалізованому магнітному спіральному полі.

## Спроби відновити зв'язок
Надалі всі спроби відновити зв'язок з космічним апаратом, були невдалими.
З квітня по листопад 1968 року НАСА спробувало знову взяти під контроль апарат «Марінер-5», і продовжити його активне використання, але ці спроби знайти «Марінер-5» в червні, липні, і на початку серпня 1968 нічого не дали, сигнал від станції отримано не було.
14 жовтня, американський оператор в DSS 14 отримав сигнал від «Марінера-5». Апарат був знайдений, але поза межами очікуваної частоти і довжини хвилі. Потужність сигналу змінилася внаслідок переходу апарата в повільний крен. Попри численні спроби вирівняти орієнтацію космічного апарата, вона не реагувала на жодні команди і не відповідала. Без телеметрії і без будь-якої реакції станції на команди, не було ніякої можливості відновити або продовжити використання космічної станції. Тому всі операції були зупинені DSS 61 в 07:46 GMT 5 листопада 1968 року.